# پایپر پی‌ای-۳۶ پاونی بریو
پایپر پی‌ای-۳۶ پاونی بریو (به انگلیسی: Piper PA-36 Pawnee Brave) یک هواگرد ملخ‌پیشین تک‌موتوره از نوع سم پاش ساخت شرکت پایپر ایرکرفت است. هواگرد پی‌آی-۳۶ پاونی بریو نخستین پروازش را در ۵ دسامبر ۱۹۶۹ میلادی انجام داد. این هواگرد در سال ۱۹۷۳ میلادی رسماً معرفی گردید و در سال‌های ۱۹۷۳–۱۹۸۱ تولید شده‌است. در مجموع، تعداد 938 (Piper-built) فروند از این هواگرد ساخته شده‌است.